# Зворотна адреса

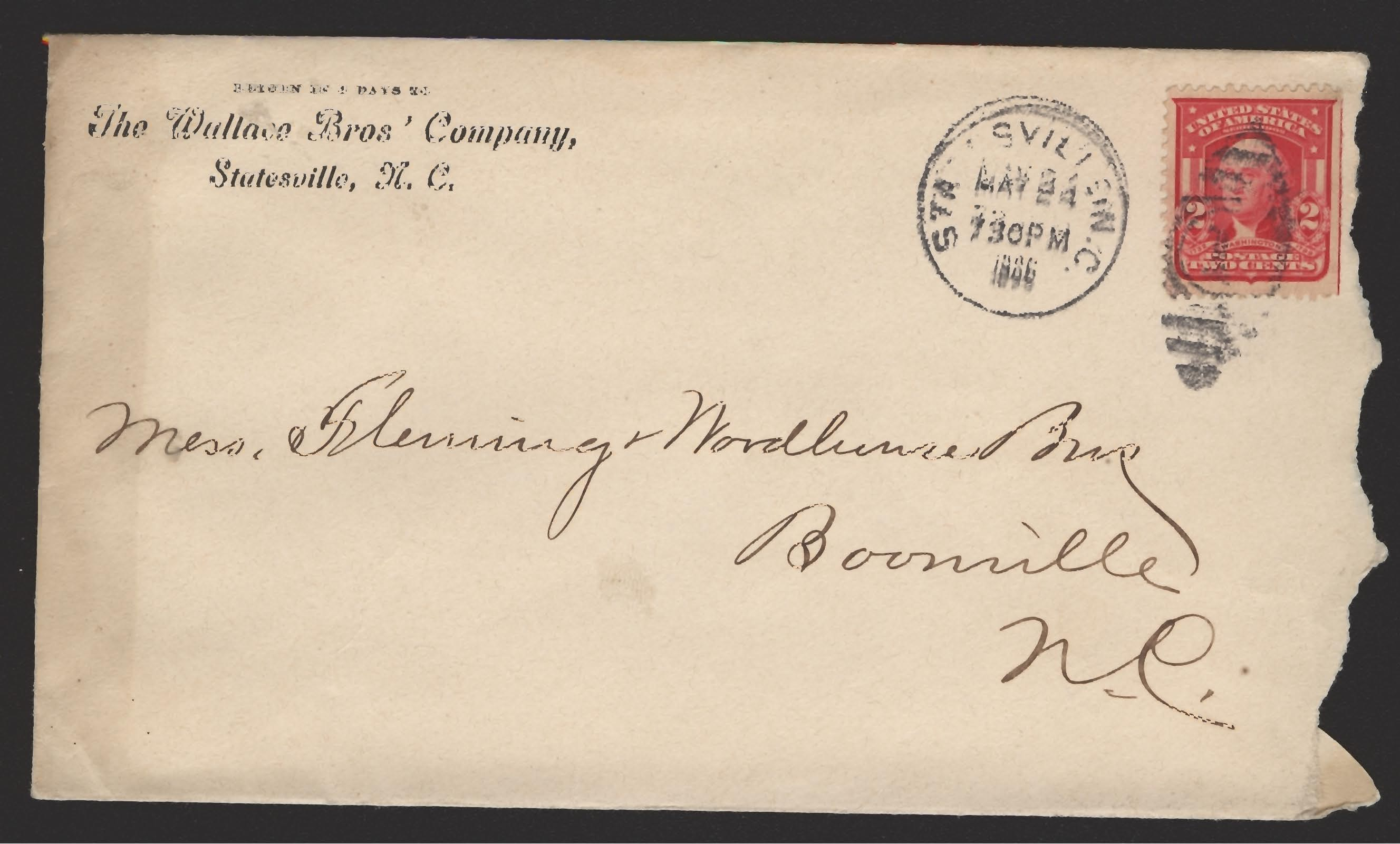
Конверт із зворотною адресою у верхньому лівому куті

У пошті зворо́тна адре́са — це включення адреси особи, яка надсилає повідомлення. Ця інформація дає одержувачу (або посередникам) засіб для зв'язку з відправником повідомлення, якщо це необхідно.
Зворотна адреса повинна містити поштову адресу або абонементну скриньку, як і адреса доставки. У таких країнах, як США, зворотна адреса розміщена у верхньому лівому куті конверта, картки чи етикетки. У Британії зворотну адресу зазвичай розміщують на звороті конверта після слів «Зворотна адреса».
Компанії часто використовують попередньо роздруковані конверти зі зворотною адресою. Рулони міток із зворотною адресою можна придбати у компаній, які продають персоналізовані етикетки, щоб надати людям простий спосіб зняти та приклеїти ярлики зворотної адреси до своїх конвертів.
Поштова адреса відправника не є обов'язковою. Однак її відсутність заважає поштовій службі мати можливість повернути листа, якщо доставити його буде неможливо (наприклад, від пошкодження, через несплату поштових витрат або недійсного адресата).

## Історія
Зворотна адреса почала використовуватись в США з 1880-х років. Оскільки друк під тиском став звичним явищем на початку 1900-х, етикетки стали все дешевшими. Сфера виробництва таких етикеток була відома як літографія.
Протягом 1950-х років у США все більше пошти не надходило до призначених одержувачів, і внаслідок відсутності зворотної адреси, пошта потрапила до так званого «офісу мертвих листів». Навіть після офіційного прохання пошти США використовувати зворотню адресу, це увійшло в традицію далеко не відразу. Пошта без зворотної адреси стала менш пріоритетною, ніж пошта з зворотною адресою.
Тим не менш, громадськість широко не використовувала зворотну адресу до 1960-х років. З винаходом персонального комп'ютера люди з програмним забезпеченням друкували власні етикетки. Оскільки електронна пошта почала наздоганяти письмову пошту, повернення в електронному листі стало автоматичним.